# Aeropuerto de las montañas escandinavas
El Aeropuerto de las Montañas Escandinavas (IATA: SCR, OACI: ESKS), también conocido como Aeropuerto Sälen Trysil, es un aeropuerto en el municipio de Malung-Sälen, Dalarna, Suecia, cerca de la frontera noruega .

## Historia
El aeropuerto está destinado a servicios regulares y chárter, destinados principalmente a llevar turistas a los centros turísticos de deportes de invierno de Sälen e Idre en Suecia, y Trysil en Noruega. Fue construido en el sitio de un pequeño aeródromo deportivo existente en Mobergskölen, cerca de Rörbäcksnäs, en Malung-Sälen, 6,5 km (4 mi) por carretera o 4,7 km (2,9 mi) en línea recta desde la frontera, y es el primer aeropuerto nuevo en Suecia desde que Pajala abrió en 1999. Antes de la apertura los aeropuertos más cercanos a la zona eran el Aeropuerto local de Mora (113 km desde Sälen/168 km de Trysil) y el gran aeropuerto de Oslo (213 km desde Sälen/171 km de Trysil).
La empresa aeroportuaria Scandinavian Mountains Airport AB es propiedad de empresas locales, como propietarios de estaciones de esquí como SkiStar AB y empresas municipales de promoción turística de ambos países. Además, en 2014, el gobierno sueco invirtió SEK 250 millones, y los condados y municipios locales también aportaron dinero. La construcción comenzó en agosto de 2017 y la pista se pavimentó en octubre de 2018.[cita requerida] Se inauguró el 22 de diciembre de 2019 y durante el invierno 2019-2020 atendió a 14.314 pasajeros. Fue el primer aeropuerto del mundo diseñado para ser operado desde el principio con una torre virtual en lugar de una torre de control de tráfico aéreo convencional. Durante la temporada de invierno 2019-2020, la aerolínea sueca BRA operó con ATR72-600 y BAe RJ100 desde Estocolmo Bromma, Malmö, Ängelholm, Göteborg y Växjö .

## Aerolíneas y destinos
| Aerolíneas                      | Destinos                                                 |
| ------------------------------- | -------------------------------------------------------- |
| Alsie Express                   | Estacional: Sønderborg                                   |
| BRA Braathens Regional Airlines | Estacional: Aarhus, Ängelholm, Malmö, Stockholm–Bromma   |
| Luxair                          | Estacional: Luxembourg                                   |
| Scandinavian Airlines           | Estacional: Aalborg, Copenhagen, London–Heathrow         |
| Transavia                       | Chárter estacional: Groningen                            |
| TUI fly Nordic                  | Chárter estacional: Gothenburg, Malmö, Stockholm–Arlanda |

## Estadísticas
| Año  | Volumen de pasajeros | Cambio | Doméstico | Cambio | Internacional | Cambio |
| ---- | -------------------- | ------ | --------- | ------ | ------------- | ------ |
| 2021 | 982                  | 093%   | 864       |        | 118           |        |
| 2020 | 14.157               | 01720% | 7.260     |        | 6.897         |        |
| 2019 | 773                  |        | 539       |        | 234           |        |

## Edificio terminal
El edificio de la terminal tiene 6.000 m 2 y cuatro puertas (sin pasarelas). Hay un restaurante y una tienda después del control de seguridad, y una cafetería con máquina expendedora en el vestíbulo exterior.

## Transporte terrestre
Hay traslados en autobús a las estaciones de esquí en conexión con los vuelos. La distancia al más cercano, Hundfjället es 10 kilómetros y el más lejano en el área de Sälen, Kläppen, 45 km . La distancia a la estación de esquí de Trysil (la más grande de la zona) es de 43 km y a la estación de esquí de Idre 121 km . Hay taxis y alquiler de coches disponibles. También se encuentran disponibles traslados a Sälen en trineos tirados por perros o motos de nieve Todos los transportes terrestres deben reservarse con anticipación.